# Cleto Maule
Pour les articles homonymes, voir Maule.
Cleto Maule (né le 14 mars 1931 à Gambellara, dans la province de Vicence en Vénétie et mort le 28 juillet 2013 à Punta Marana (Olbia) en Sardaigne) est un coureur cycliste italien. Professionnel de 1954 à 1961, il a notamment remporté le Tour de Lombardie, Milan-Turin et une étape du Tour d'Italie.

## Palmarès

### Palmarès amateur
- 1952
  - Vicence-Bionde
  - Astico-Brenta
- 1954
  - Gran Premio della Liberazione
  - Giro dei Laghi Trentini
  - Astico-Brenta
  - 2e de Vicence-Bionde
  - 2e d'Ancône-Pescara
  - 3e du Tour de Lombardie amateurs
  - 7e du championnat du monde sur route amateurs

### Palmarès professionnel
- 1955
  - Milan-Turin
  - 6e étape du Tour d'Italie (contre-la-montre par équipes)
  - Tour de Lombardie
  - 2e du Grand Prix de l'industrie et du commerce de Prato
  - 2e de la Coppa Bernocchi
- 1956
  - 18e étape du Tour d'Italie
  - Tour des Apennins
  - 2e du championnat d'Italie sur route
  - 2e du Tour de la province de Reggio de Calabre
  - 2e du Tour de Toscane
  - 2e du Tour de Vénétie
  - 4e du Tour d'Italie
- 1957
  - 5ea étape de Rome-Naples-Rome
  - 8e du Tour de Lombardie
- 1958
  - Tour des Quatre Cantons
  - Tour des Apennins
  - 2e de Gênes-Nice
- 1960
  - 2e de la Coppa Sabatini
  - 3e de la Coppa Agostoni
  - 3e du Grand Prix Faema

## Résultats sur les grands tours

### Tour d'Italie
6 participations
- 1955 : abandon, vainqueur de la 6e étape (contre-la-montre par équipes)
- 1956 : 4e, vainqueur de la 18e étape
- 1957 : 17e
- 1958 : 46e
- 1959 : 63e
- 1960 : 88e

### Tour d'Espagne
1 participation
- 1958 : abandon (9e étape)